# Cristino Centurión
Cristino Centurión (24 de julio de 1954; ciudad de Formosa, Argentina) es un exfutbolista argentino naturalizado paraguayo que jugó en la posición de centrocampista. Actualmente es director técnico.

## Carrera

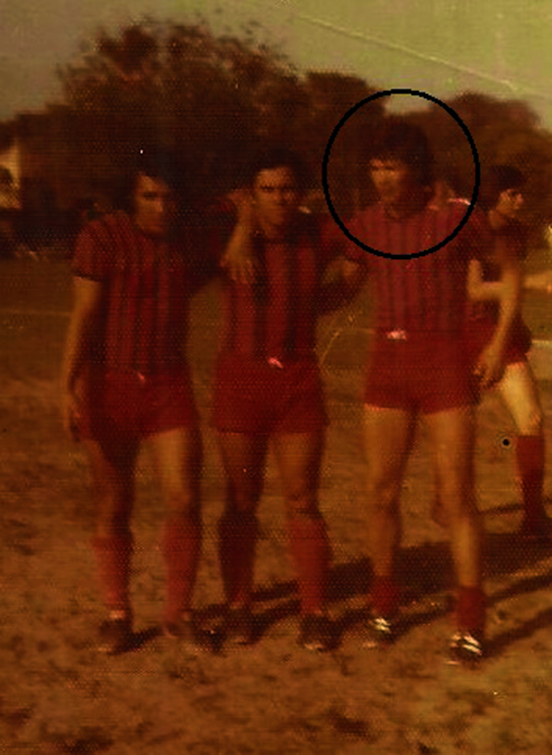
Cristino en 1º de Mayo; club que lo vio nacer futbolísticamente

Centurión nació en la ciudad de Formosa, y jugó en Argentina, Paraguay, Bélgica y Colombia.
También jugó con la Selección de fútbol de Paraguay en la gira pre mundialista para la Copa Mundial de Fútbol de 1986. Es padre del futbolista Paulo Centurión.
Centurión arrancó su carrera como jugador de fútbol en el Club 1º de Mayo (Formosa), de Formosa, Argentina. El Portuario, como se lo conoce al mencionado club, cobijó a Cristino y lo formó tras llegar al equipo a sus 13 años de edad en el año 1967. Tras pasar solo un par de años en las divisiones inferiores; posteriormente debuta en la primera división a los 15 años, en 1969.

## Club Sportivo Patria (Formosa)

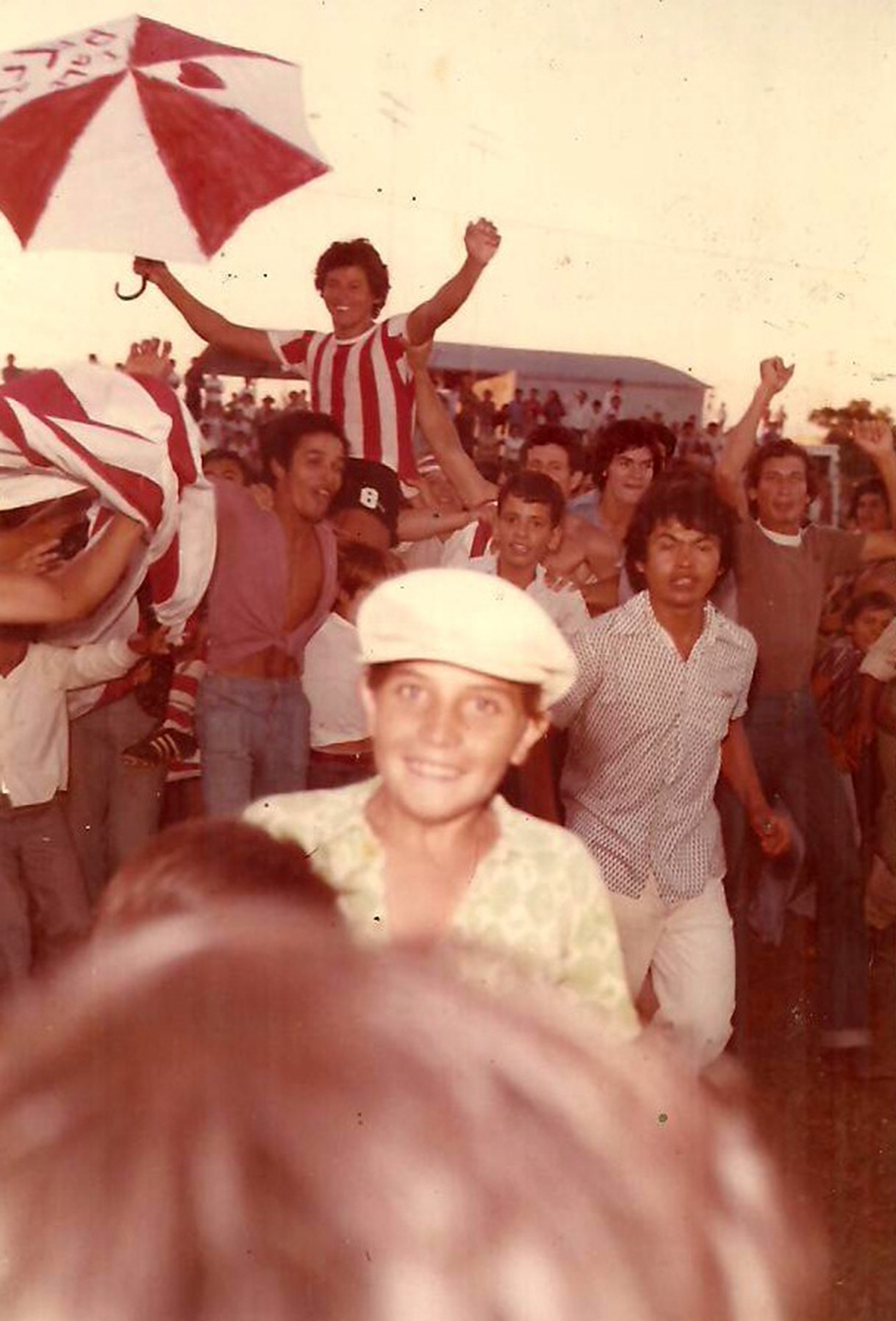
Cristino Centurion festejando junto a la gente la clasificación a finales logrado con el Club Sportivo Patria

Cristino llega a principio del año 1976 al Club Sportivo Patria; proveniente del Club 1º de Mayo (Formosa), para formar parte del plantel que representaría a la Provincia de Formosa en un torneo nacional de AFA, hoy en día conocido como la Primera División de Argentina, Kytty Centurión  ese torneo lo encaró de la mejor forma, de tal forma que hasta en la actualidad se lo recuerda ya que fue una de las piezas claves y una de las figuras principales para llevar al Sportivo Patria al fútbol grande de Argentina; a nivel profesional.
Cabe mencionar, que nunca más ninguna equipo de fútbol de Formosa; repitió esa tan recordada hazaña que Club Sportivo Patria junto de la mano de Cristino y ese grupo de jugadores han logrado. Kytty con sus goles y actuaciones era tentado para emigrar a diferentes equipos, hasta que faltando dos fechas, era transferido al fútbol de Paraguay.

## Club Guaraní (Paraguay)

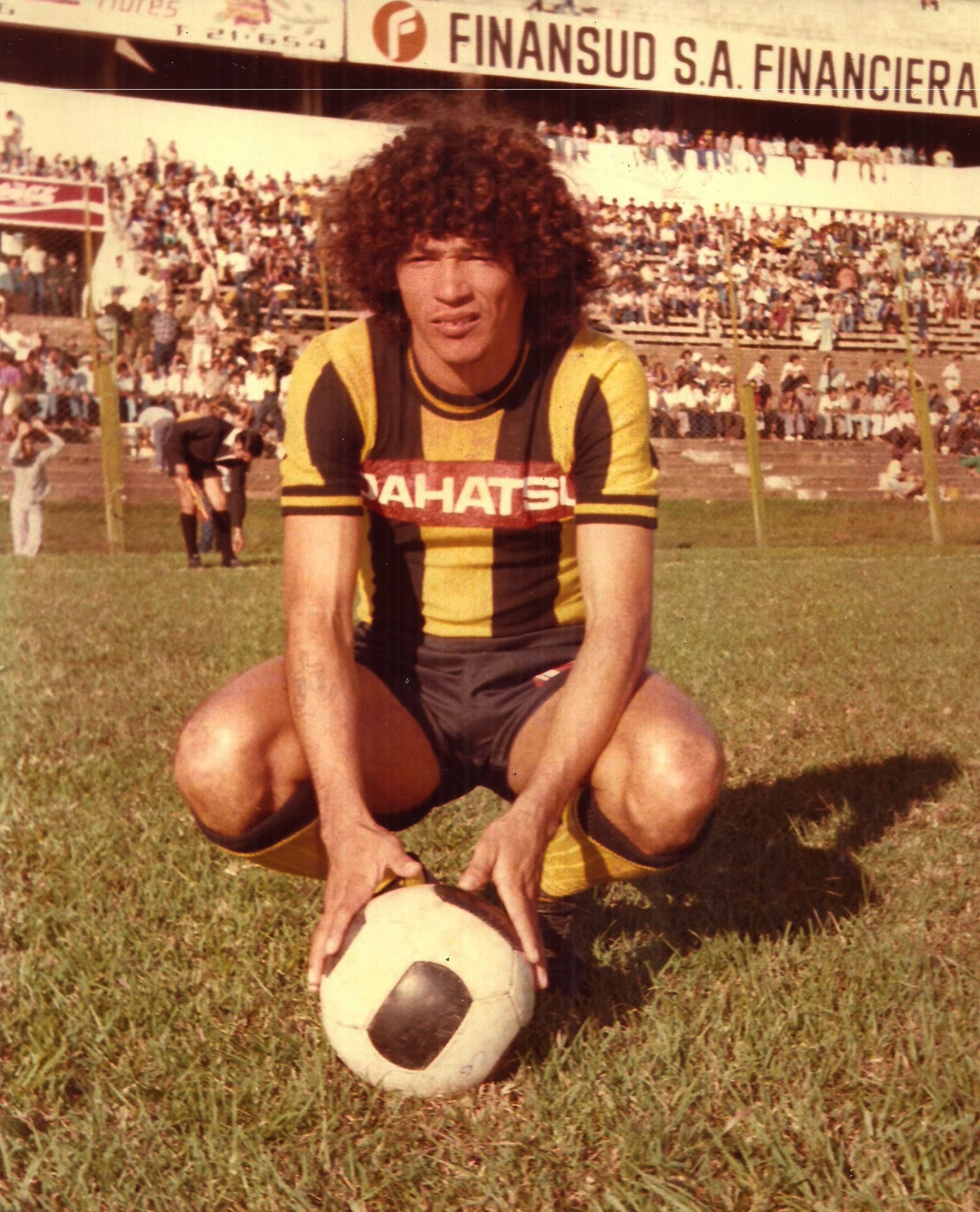
Cristino "Kytty" Centurion previo al partido que disputaría con el Club Aborigen

Llega al Club Guaraní, en el segundo semestre del año 1976, ingreso en el equipo paraguayo en su mejor momento, en la semana de su llegada al Club Guaraní, en el encuentro del partido entre Club Guaraní y el Club Cerro Porteño, Kytty ingreso en el banco de suplentes de dicho partido; hasta que al comienzo del segundo tiempo ya Cristino estaba dentro de la cancha (el marcador estaba en 0 para ambos equipos), al finalizar el encuentro el resultado final quedó 2 a 0 en favor del Club Guaraní, con una noche magistral de Centuriòn con una asistencia para el primer gol, y con gol suyo para el segundo.
Comenzaba una hermosa carrera en el Club Guaraní, y a Kytty en el fútbol de Europa ya lo pretendían, pero el Club Guaraní lo declara intransferible o quizás porque no llegaban a ningún acuerdo económico para lograr cerrar dichas pretensiones.
A mediados de 1979, Club Guaraní negoció su pase, y lo cedió 6 meses a préstamo con opción de venta a un equipo de Europa.

## RSC Anderlecht (Bélgica)

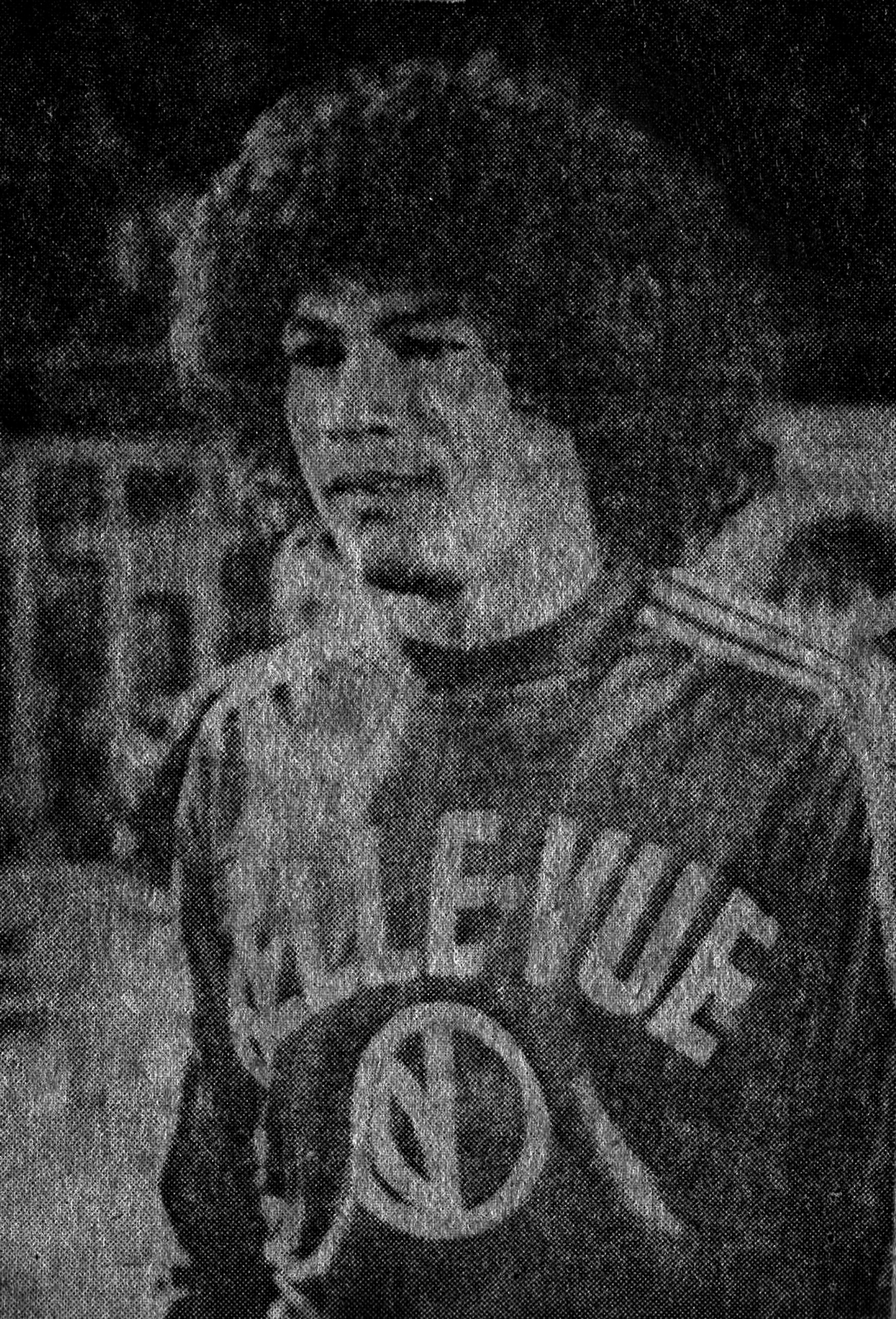
Cristino Centurion posando a los fotógrafos minutos antes del encuentro donde sería su debut en el equipo

A mediados de 1979; llega el momento tan ansiado por Cristino; jugar en el fútbol europeo. Este año, el RSC Anderlecht de Bélgica lo contrata. 
Kytty en ese paso por el fútbol de Bélgica seguía demostrando su capacidad como jugador de fútbol, hasta que al concluir su préstamo la dirigencia del RSC Anderlecht no logra finiquitar ni llegar a un acuerdo con el Club Guaraní dueño de los servicios de Kytty y el retorna al fútbol de Paraguay.

## Regreso a Guaraní (Paraguay)

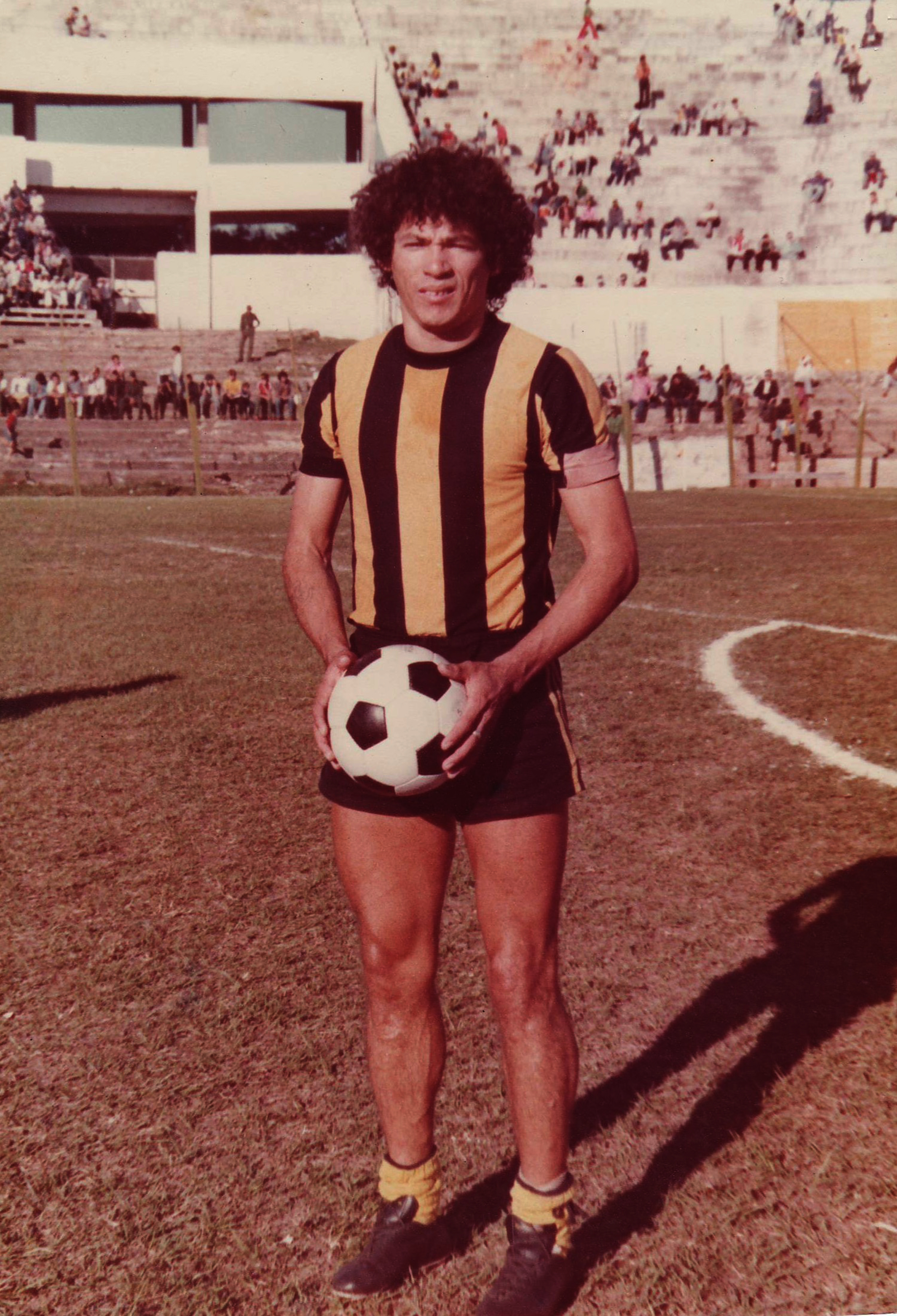
Cristino Centurion en su segunda etapa en el Club Guaraní fotografiado como capitán

A comienzos de 1980 luego de no haber llegado a ningún acuerdo con el equipo europeo, retorna a su casa; al Club Guaraní de Paraguay (dueño del pase y servicios de Centuriòn). 
El fútbol paraguayo le sentaba bien y sumado a la experiencia europea lo hacía un cheque al portador, hasta que en junio de 1980 Guaraní recibe una oferta tentadora, y éste lo vende; el fútbol de este buen jugador emigraba a otro país, pero con la misma identidad futbolística, el fútbol de Colombia lo esperaba, dejando al tan recordado Club Guaraní de Oro.

## Deportes Tolima (Colombia)

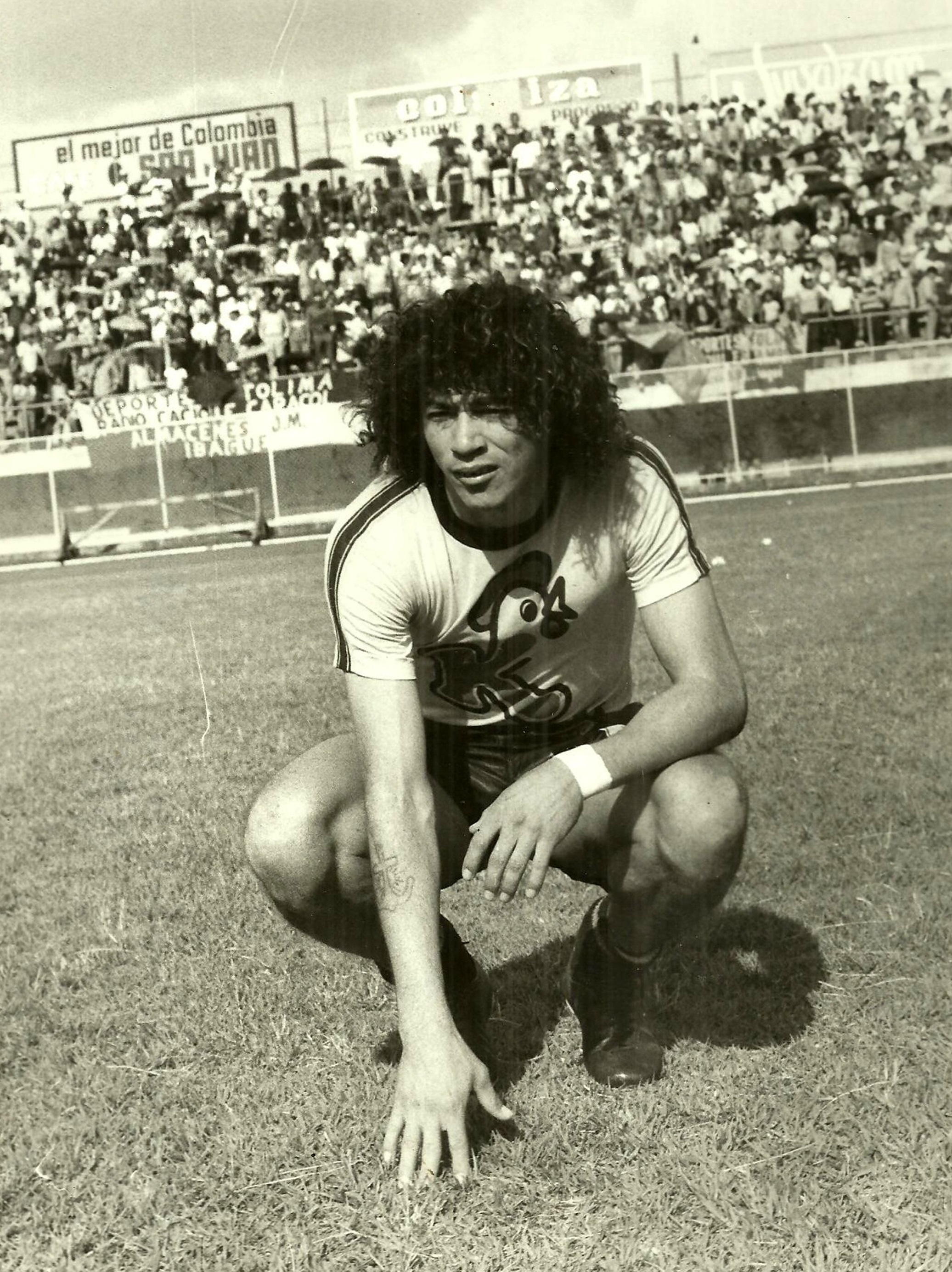
Cristino Centurion minutos antes del encuentro donde debuta con un gol

En junio de 1980, Colombia lo recibió como a otros tantos jugadores que llegan a su tierra anualmente, más precisamente el Deportes Tolima, pero muy pronto Kytty Centurión impondría su buen futbol abierto y sin especulaciones, y en su debut contra el Cúcuta Deportivo; el Deportes Tolima gana el encuentro por 1 a 0 con gol de Kytty, ya Cristino iba convirtiéndose en una pieza clave del Kokorico Tolima.
Dos temporadas y media el club pudo disfrutarlo, participando la Copa Libertadores 1982 (quedando eliminado en semifinales), dos temporadas perdió las finales en formas consecutivas, en su primer año gana el Premio a Jugador Revelación.
Cabe mencionar que Centuriòn integró el Plantel del Kokorico Tolima que dio mucho que hablar en toda Colombia; y que la afición siempre recuerda y también a  Kytty  por su buen desempeño.

## Deportivo Cali (Colombia)

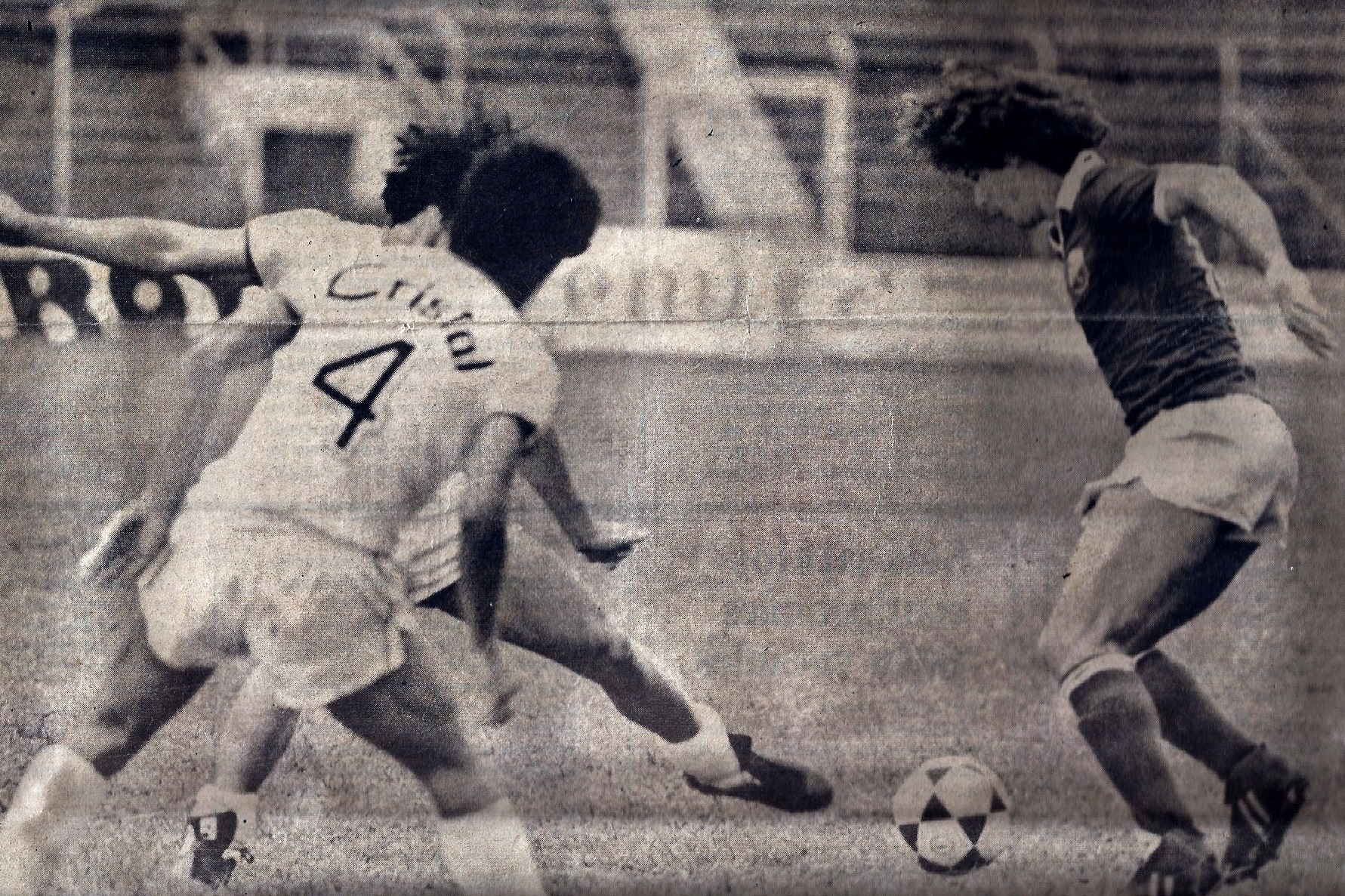
Cristino Kytty Centurion en plena acción futbolística con el equipo del Deportivo Cali

En 1983, luego de su gran paso por el Deportes Tolima, Centurión traspasa a un grande de Colombia, el Deportivo Cali.
Ya indudablemente Kytty  seguìa deleitando de su gran fútbol a la gente Caleña, una temporada completa brindo de su labor en el Club Caleño. Hasta que un empresario inversor compra el pase y los servicios deportivos de cristino; dejando así el Club. 
Para posteriormente dar concluido su brillante paso por el fútbol de Colombia.

## Sol de América (Paraguay)

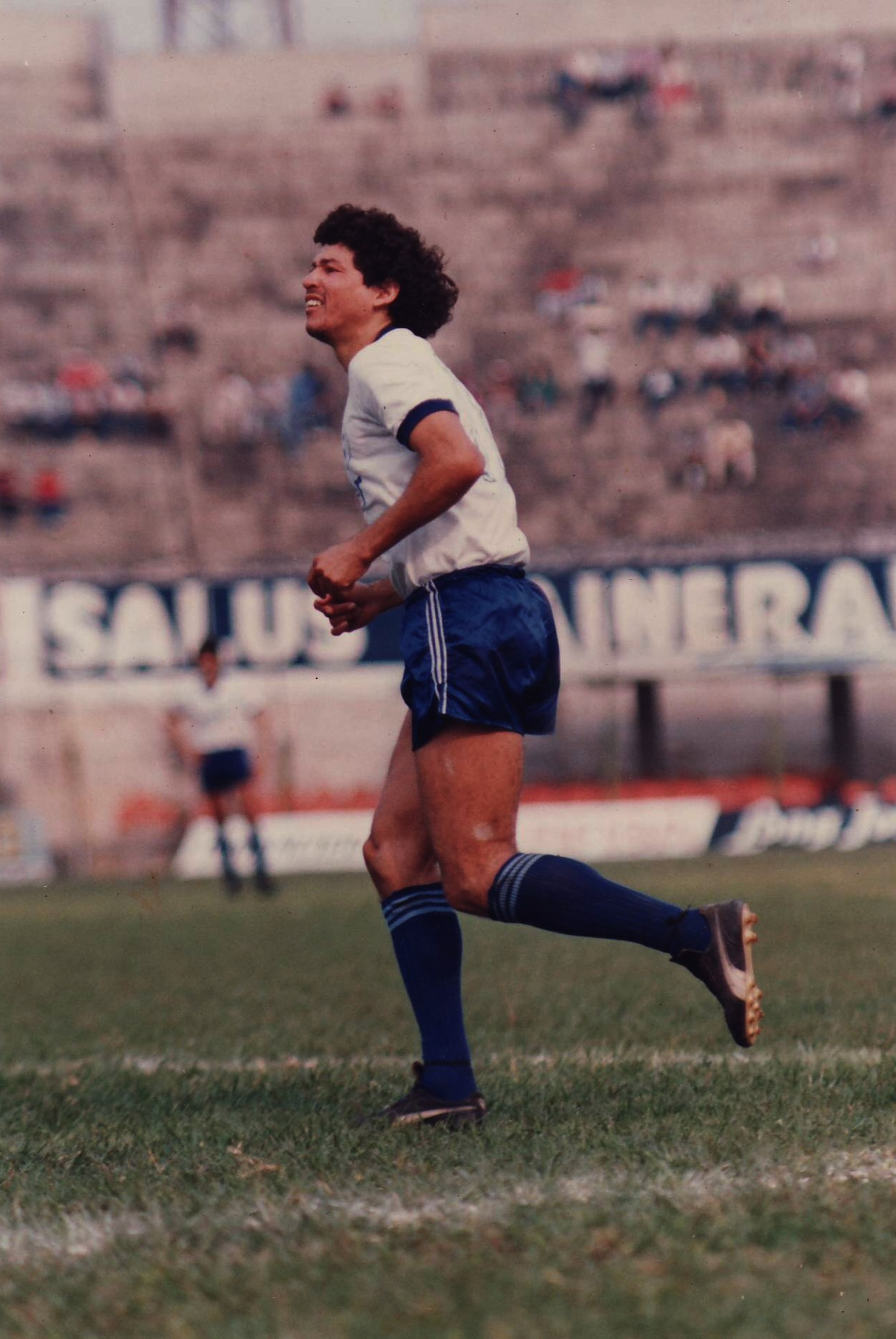
Cristino Centurion en cancha vistiendo los colores del danzarin paraguayo

1985, tras varias cuestiones e inconvenientes con el pase, el Club Sol de América de Paraguay; recibe a Cristino en el segundo semestre del mismo año, reaparece en el fútbol de Paraguay nuevamente, país que tantas cosas buenas lo ha brindado pero ya con roces internacionales. Luego de finalizar ese torneo tras perder la final de dicho torneo, Centurión deja la institución para pasar a un grande del mismo país.

## Club Olimpia (Paraguay)

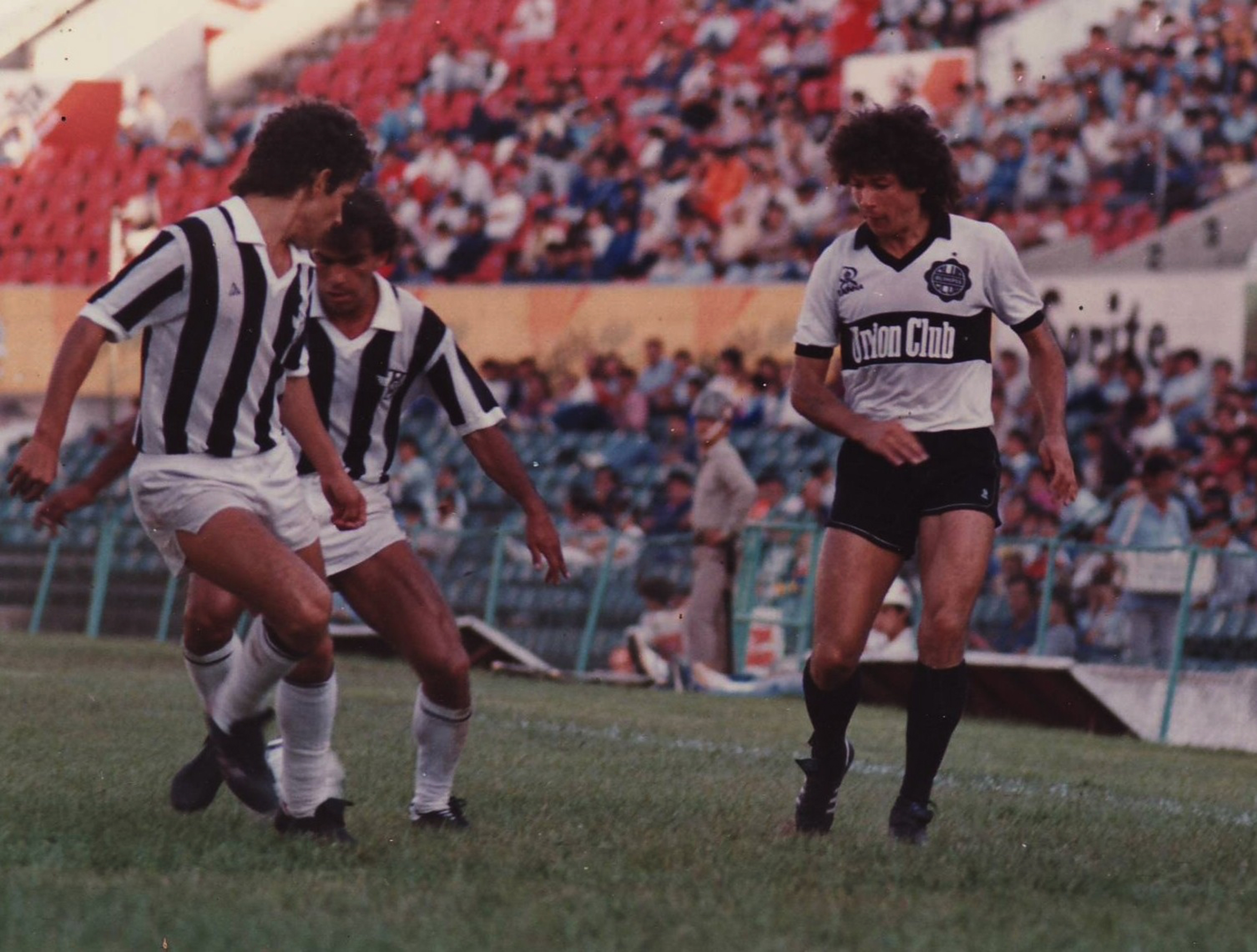
Cristino Centurion es asechado con dos jugadores adversarios en esta acción, encuentro entre el Club Olimpia contra el Club Libertad

En 1986 el Club Olimpia, lo enrola a sus filas, el decano del fútbol paraguayo obtiene los servicios de Kytty por 6 meses, jugando el torneo local que pierde la final, y la Copa Libertadores 1986 (quedando eliminado en semifinales contra el América de Cali).
Al no llegar a ningún acuerdo con el dueño de sus servicios, Club Olimpia no lo puede retener y por ende Centurión deja el club dejando cosas positivas.

## Retiro

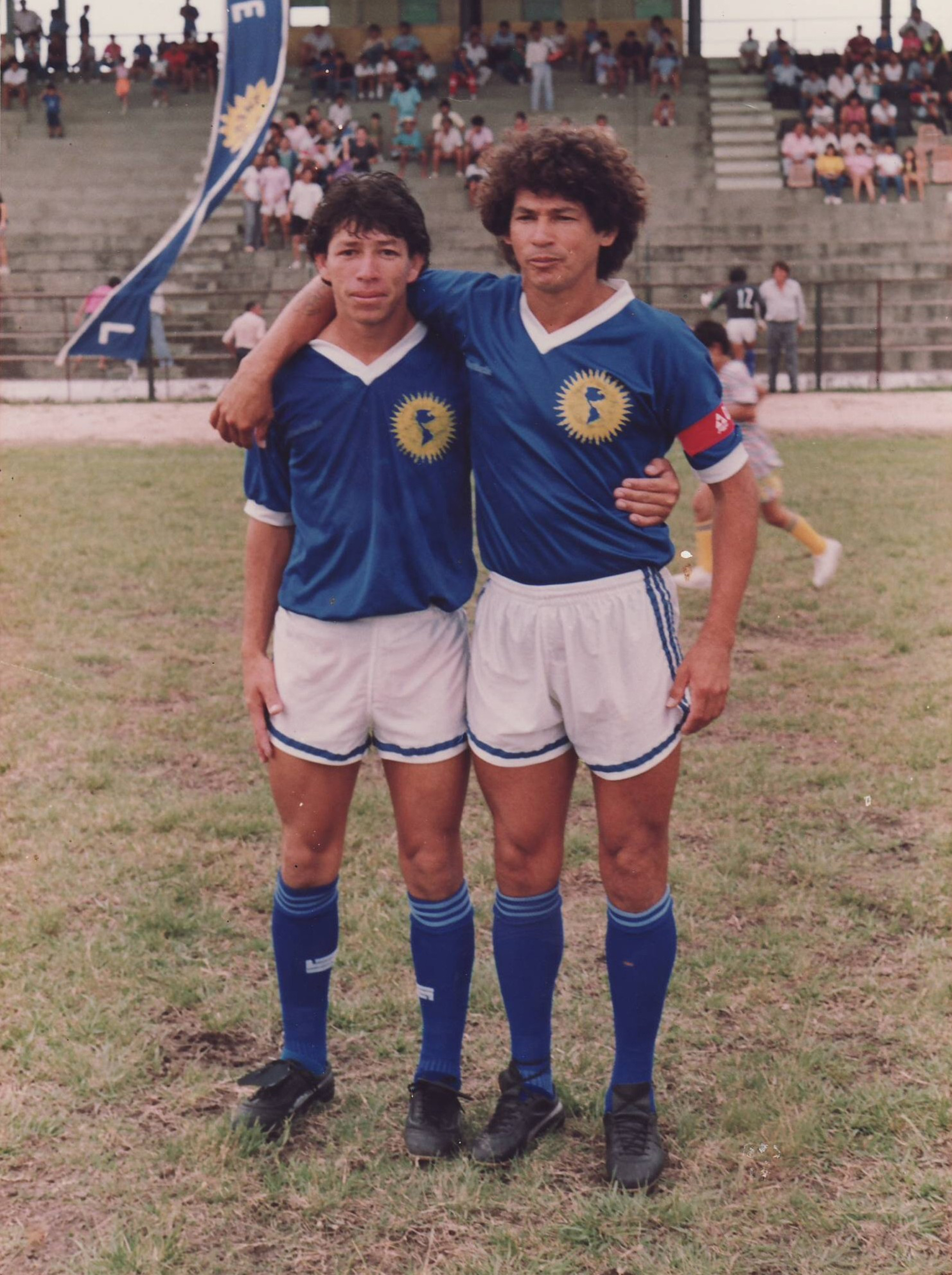
Cristino Centurion y Valentin Centurion (hermano) ambos compartiendo el mismo equipo previo a la final donde Sol de América se adjudica como campeón

Luego de tantos inconvenientes con su pase y con la desaparición del dueño de su pase y de sus servicios (representante inversor), 
Centurión toma la decisión quizás la más difícil, en dejar el fútbol a nivel profesional y regresa a su Formosa natal para disfrutar de la familia.
Donde en el año 1988, Centurión vuele al futbol de Formosa, donde arrancó todo, en el Club Sol de América (Formosa) de dicha ciudad, y por medio de la Confederación Sudamericana de futbol; la dirigencia del Club obtiene los servicios; y Kytty vuelve al fútbol pero ya no al àmbito profesional, jugando Torneos Locales y Torneos Argentinos.
Luego en 1992 pasa al Ateneo de la Juventud José Manuel Estrada de la misma ciudad, dando ya de a poco sus últimos momentos como jugador activo.

Ateneo de la Juventud Jose Manuel Estrada, Año 1992.

Y por último pasa al Club Sportivo General San Martín;
siempre de Formosa, jugando 1 año, en la cual se despide del fútbol; sin más, después de tantas frustraciones debido al paradero dueño de su pase y de sus servicios termina la Brillante carrera de este gran Jugador de fútbol que dio Formosa, y que mejor que terminar en la Provincia que lo vio nacer.

## Selección Paraguaya de Fútbol

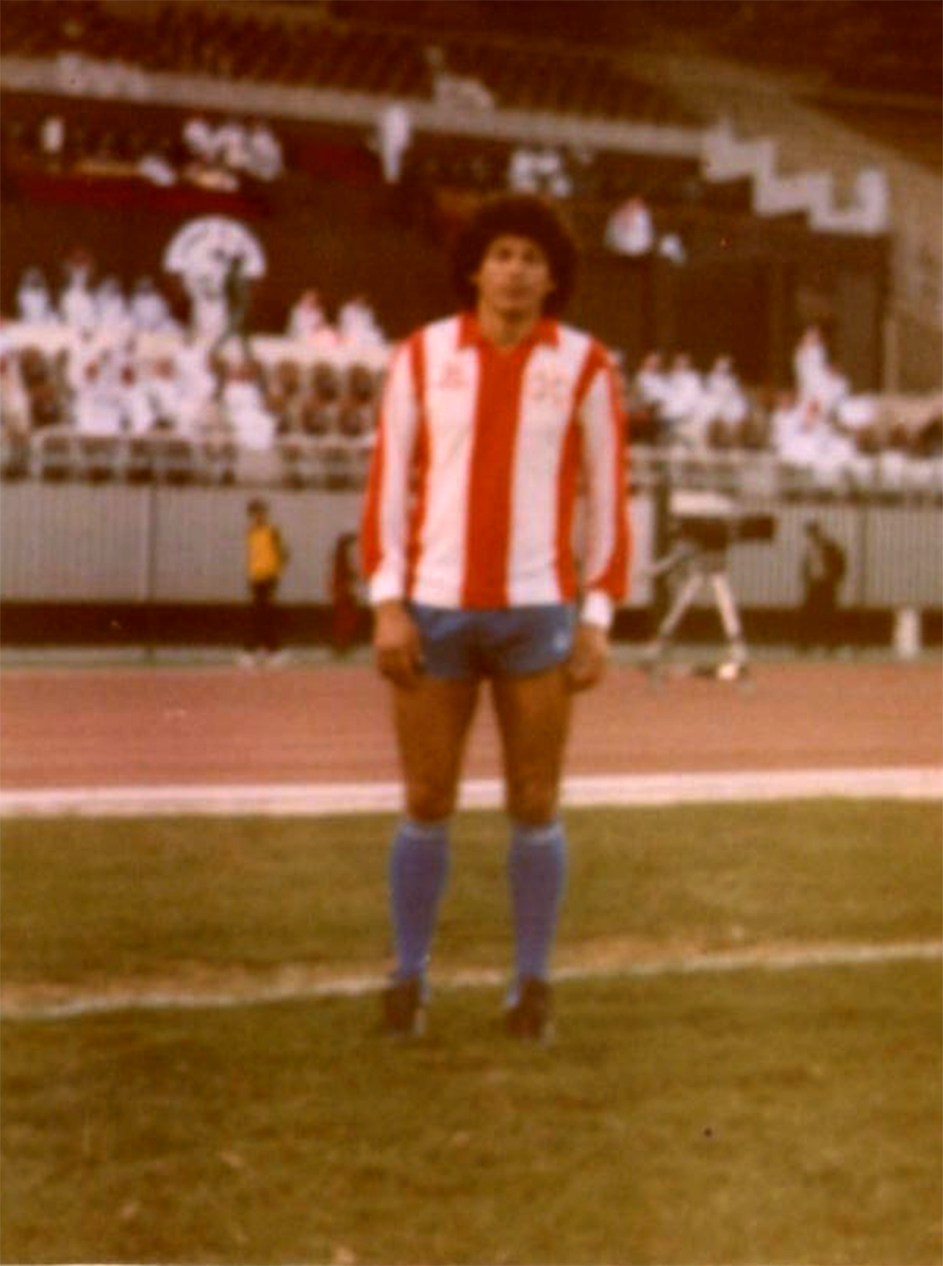
Cristino Kytty Centurion en plena gira pre mundialista con la Selección de fútbol de Paraguay

Al término 1985, la Selección de fútbol de Paraguay realiza unas series de amistosos, Centurion es convocado para conformarla, una de las grandes satisfacciones logradas por el jugador, jugando esos amistosos en la gira Pre Mundialista en Europa para la Copa Mundial de Fútbol de 1986.
Dicha Gira fue concluida a comienzos de 1986, previo a comenzar el torneo paraguayo con el Club Olimpia.

## Carrera como Director Técnico

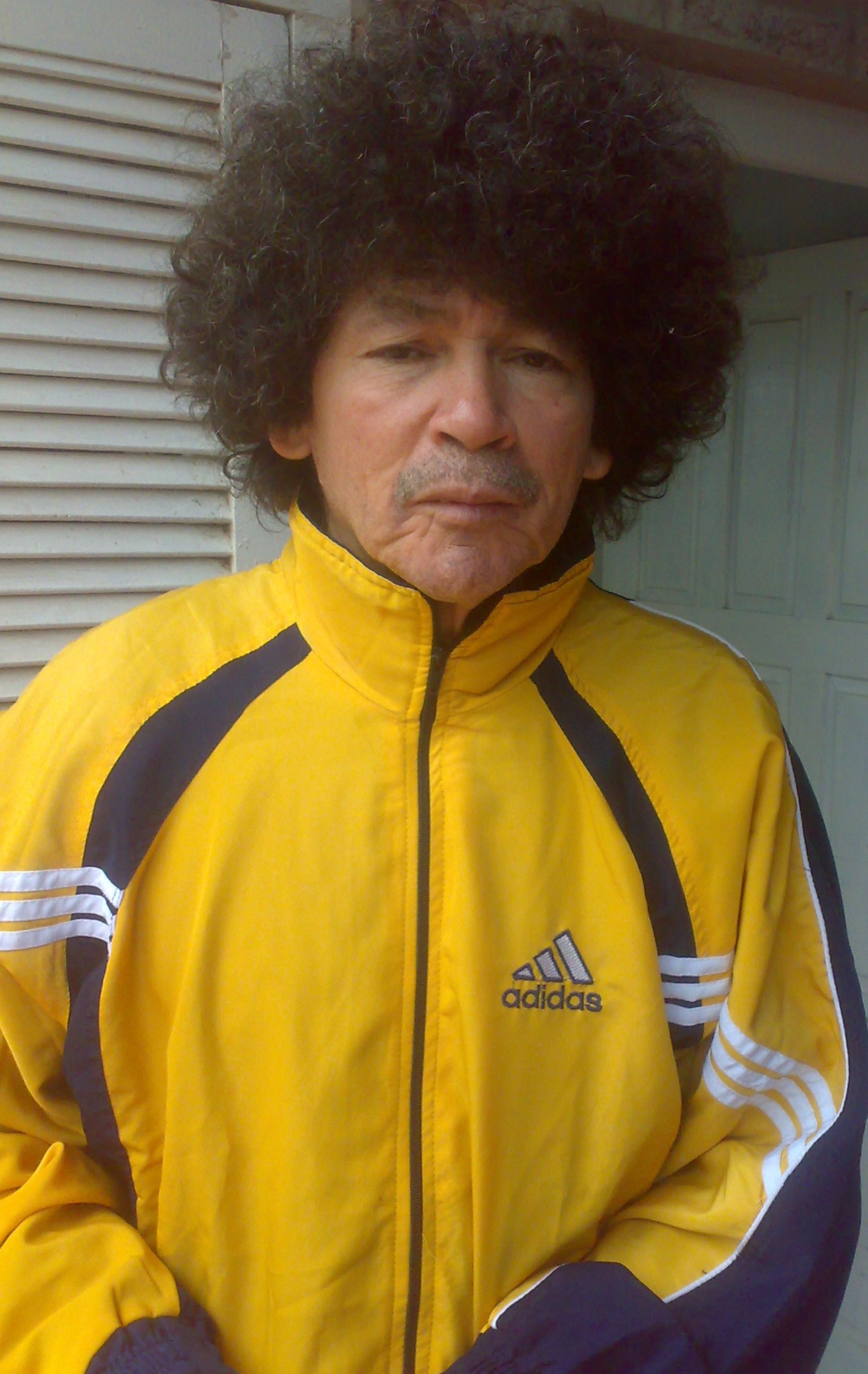
Cristino en su faceta como Director Técnico

Una vez instalado en Formosa, estudio el curso para recibirse de Director Técnico para estar ligado siempre al fútbol; su pasión, aunque le gusta formar chicos para promover jugadores. Arrancó el curso en 1997 y obteniendo el título en 1998 como  Director Técnico recibido.
Ha dirigido equipo de fútbol en Formosa como el Club Atlético 1º de Mayo (Formosa), Club Sol de América (Formosa) en la conducción técnica. También fue asistente de Técnico en el Club Defensores de (Formosa) en Torneo Local y en el Torneo Argentino B.
Y en el ámbito internacional trabajo de asistente de Técnico en el Club Sol de América de Paraguay.
Actualmente se dedica a promover y formar jóvenes.

## Clubes
| Club                             | País      | Año         |
| -------------------------------- | --------- | ----------- |
| Club 1º de Mayo (Formosa)        | Argentina | 1969 - 1976 |
| Club Sportivo Patria             | Argentina | 1976        |
| Club Guaraní                     | Paraguay  | 1976 - 1979 |
| Royal Sporting Club Anderlecht   | Bélgica   | 1980        |
| Club Guaraní                     | Paraguay  | 1980 - 1981 |
| Deportes Tolima                  | Colombia  | 1981 - 1983 |
| Deportivo Cali                   | Colombia  | 1983 - 1984 |
| Club Sol de América              | Paraguay  | 1985 - 1986 |
| Club Olimpia                     | Paraguay  | 1986        |
| Club Sol de América (Formosa)    | Argentina | 1988 - 1992 |
| Club Sportivo General San Martín | Argentina | 1993        |
| Selección                        | Paraguay  | 1985 - 1986 |